# Žalm 32

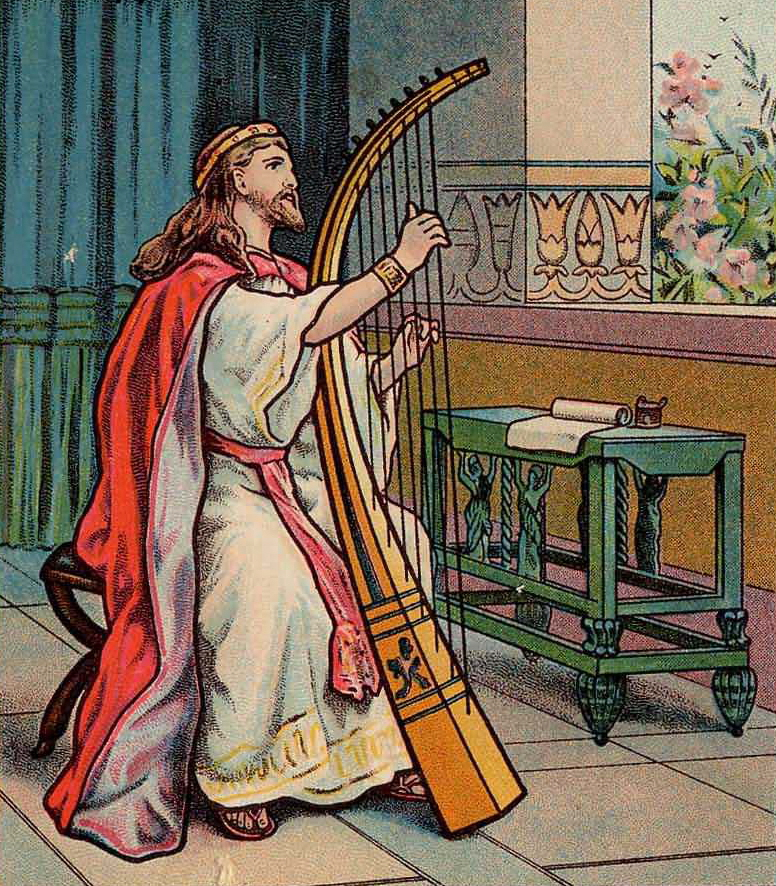
Davidova radost z odpuštění; jako v Žalmu 32; ilustrace z biblické karty vydané společností Providence Lithograph Company.

Žalm 32 („Blaze tomu, z něhož je nevěrnost sňata“, v Septuagintě dle řeckého číslování žalm 31) je biblický žalm. Žalm je nadepsán těmito slovy: „Davidův; poučující.“ Podle některých vykladačů toto nadepsání znamená, že žalm byl určen pro poučení králům z Davidova rodu. V Talmudu je však uvedeno, že každý žalm, ve kterém je v nadepsání uveden hebrejský výraz maskil (מַשְׂכִּיל, „poučující“), byl přednášen prostřednictvím meturgemana (tlumočníka). Samotný žalm je svou podstatou děkovnou písní po prožitém odpuštění hříchů. Spis Šimuš Tehilim („Užití Žalmů“), jehož autorem je zřejmě židovský učenec Chaj Ga'on (939–1038), uvádí, že recitace 32. žalmu je prospěšná těm, kteří prosí o milosrdenství.